# Anthurium maguirei
Anthurium maguirei là một loài thực vật có hoa trong họ Ráy (Araceae). Loài này được A.D.Hawkes miêu tả khoa học đầu tiên năm 1948.